# Xã Stark, Quận Hickory, Missouri
Xã Stark (tiếng Anh: Stark Township) là một xã thuộc quận Hickory, tiểu bang Missouri, Hoa Kỳ. Năm 2010, dân số của xã này là 958 người.